# نيك براون (لاعب كرة قدم أمريكية)
نيك براون (بالإنجليزية: Nick Browne)‏ هو لاعب كرة قدم أمريكية أمريكي، ولد في 19 نوفمبر 1980 في غارلاند في الولايات المتحدة.